# ルドルフ・ラチエン
ルドルフ・ラチエン（Rudolf Ratjen, 1881年 - 1947年）は、ドイツ人貿易商。

## 概要
1902年（明治35年）に、炭酸水販売会社の社員として来日し、土井朝於（どいあさお。岡山県赤磐郡太田村万富出身）と結婚した。
東京都青山の旧宇和島藩伊達家跡地（現在の港区六本木七丁目）で、自動車（メルセデス・ベンツなど）や写真機、刃物などのドイツ製品輸入業の「ラチエン商会」を営んだ。同時に、ポリドール・レコードの日本代表も務めた。
東京都赤坂区青山北町の自宅の他に、神奈川県藤沢市鵠沼に別荘を持ったが、関東大震災で崩壊したため、1932年（昭和7年）に、茅ヶ崎市茅ヶ崎（現在の同市松が丘および旭が丘周辺）に約15,000坪の土地を購入し、住宅を建設（1936年完成）した。ラチエンは桜を好み、家の前を海岸に向かう道を桜並木とした。この通りはラチエン通りと呼ばれている。
茅ヶ崎の住宅は、太平洋戦争後から1952年（昭和27年）8月26日まで、アメリカ軍の一時使用施設（旧JPNR702）に指定された。その跡地の一部は、現在「松が丘ラチエン通り公園」（茅ヶ崎市松が丘一丁目）となっている。